# Dubosiszcze (sieło)
Dubosiszcze (ros. Дубосище) – wieś (ros. село, trb. sieło) w zachodniej Rosji, w osiedlu wiejskim Dobrominskoje rejonu glinkowskiego w obwodzie smoleńskim.

## Geografia
Miejscowość położona jest nad rzeką Wołosć, 31,5 km od drogi federalnej R120 (Orzeł – Briańsk – Smoleńsk – Witebsk), 15 km od drogi regionalnej 66K-14 (Jelnia – Poczinok), 5 km od centrum administracyjnego osiedla wiejskiego (Dobromino), 10,5 km od centrum administracyjnego rejonu (Glinka), 45,5 km od stolicy obwodu (Smoleńsk).
W granicach miejscowości znajdują się ulice: Dorożnaja, Mołodiożnaja, Nagornaja, Riecznaja.

## Demografia
W 2010 r. miejscowość zamieszkiwało 147 osób.